# لوکا ارکولانی
لوکا ارکولانی (انگلیسی: Luca Ercolani؛ زادهٔ ۲۵ نوامبر ۱۹۹۹) بازیکن فوتبال است.
وی همچنین در تیم ملی فوتبال زیر ۲۰ سال ایتالیا بازی کرده‌است.